# 아마존 세이지메이커
아마존 세이지메이커(Amazon SageMaker)는 2017년 11월 시작된 클라우드 기계 학습 플랫폼이다. 세이지메이커는 개발자들이 기계학습(ML) 모델을 클라우드에 개발, 트레이닝, 디플로이할 수 있도록 만들어준다. 세이지메이커는 또한 개발자들이 임베디드 시스템과 엣지 디바이스에서 ML 모델들을 디플로이할 수 있게 해준다.

## 용례
- NASCAR
- Carsales.com
- Avis Budget Group 및 Slalom Consulting
- 폭스바겐 그룹
- 피크(Peak)와 Footasylum

## 같이 보기
- 아마존 웹 서비스
- 아마존 MTurk